# Krakow am See
Krakow am See település Németországban, Mecklenburg-Elő-Pomeránia tartományban. Lakosainak száma 3443 fő (2023. december 31.).

## Népesség
A település népességének változása:
| Lakosok száma | 3472 | 3461 | 3422 | 3442 | 3443 |
|               | 2017 | 2019 | 2021 | 2022 | 2023 |